# Uherské Hradiště (distrito)
Uherské Hradiště é um distrito da República Checa na região de Zlín, com uma área de 991 km² com uma população de 144.517 habitantes (2002) e com uma densidade populacional de 146 hab/km².